# BYEE the ROUND
BYEE the ROUND（バイザラウンド）は、日本のロックバンド。

## メンバー
- 松山晃太（まつやま こうた、1983年11月4日 -  ）青森県八戸市出身。ボーカル、ギター及び全ての曲の作詞作曲を担当。青森県立八戸東高等学校、法政大学卒業。高校時代は野球部だった。俳優の松山ケンイチは遠縁の親戚である。じんのカゲロウプロジェクト、メカクシティアクターズにゲストボーカルとして参加しているほか、テレビアニメ『テラフォーマーズ』では同作品のためだけに結成された「TERRASPEX」のボーカルも務めるなど、ソロボーカリストとしての活動も多岐に渡る。2015年頃から、弾き語りでのソロライブも積極的に行っているが、本番にはギターを持参ぜず、共演者のギターを借りるというスタンスを貫いている。2016年3月5日、元新世界リチウムの千葉龍太郎、元GRIKO / ハヌマーン (バンド)のピクミンらと新バンド「GRAND FAMILY ORCHESTRA」として活動を開始することを発表した。
- 高橋 "Satoshiante"（たかはし さとしあんて、本名：高橋 怜史、1983年6月3日 -  ）青森県八戸市出身。ギター、コーラス担当。青森県立八戸東高等学校卒業。現役で青山学院大学を受験し、失敗、一浪し立教大学に願書を提出するも、試験当日、池袋駅で道に迷い受験していない。2014年5月に公式ブログにて、数年前から職業性ジストニアを発症し、2013年夏頃にはバンドを辞める予定だったと告白。2013年3月に定位脳手術を受け、現在は症状は収まっており、ギターの訓練に励んでいる。実家は農家である。
- オオイユウスケ（ 1984年12月31日 -  ）埼玉県所沢市出身。ベース、コーラス担当。法政大学第一中・高等学校、法政大学卒業。Superfly、片平里菜、NIKIIEなどのサポートベーシストとして、しばしば歌番組に出演している。ベーシストとしては珍しくカポタストを使用して演奏することが多い。機材に詳しく、後輩バンドの指導も行っている。バンド活動休止以降は、DJとしてイベントなどに出演している。
- SO（そう、本名：佐々木 創、1984年1月30日 -  ）青森県八戸市出身。ドラムス、コーラス担当。青森県立八戸東高等学校卒業。幼少期に両親が離婚し、兄と共に母親に引き取られるが、母親の仕事の都合で高校から一人暮らしをしていた。高校卒業後、専門学校ESPミュージカルアカデミーへ入学するが、学費未納により退学させられた。母親は岩手で飲食店を営んでおり、兄の佐々木浩平はピアニストで、札幌でライブバーも経営している。2017年1月10日、FOX LOCO PHANTOMにドラマーとして加入した。

## 来歴
- 2003年、結成。
- 2007年8月、1st Mini Album ｢ギブミー ア チョコレート｣を発売。
- 2009年3月、｢ギブミー ア チョコレート｣を全国流通にて発売。
- 2009年4月、下北沢CLUB251で初ワンマンライブ開催。
- 2009年7月、代官山UNITにてJeeptaとの2MAN LIVE「傾向と対策と私」を盛況に収める。
- 2010年3月、2nd Mini Album「アナザー ガール プリーズ｣を発売。
- 2010年5月、下北沢SHELTERにてワンマンライブを盛況に収める。
- 2011年5月、1st Full Album「バイザラウンド｣を発売。
- 2012年10月、メジャー 1st Mini Album「ハローイエロー｣を発売。
- 2014年11月30日、松山がTwitterにて解散を発表。他のメンバー、公式アカウント、オフィシャルホームページからは一切のコメントはなかった。
- 2014年12月2日、同じく、松山がTwitterにて、解散を撤回。
- 2015年12月30日、オフィシャルホームページにて、無期限活動休止を発表。
- 2019年5月1日、令和初日に活動再開をTwitter上で表明[1]  。
- 2019年7月6日、BYEE the ROUND企画 愚かな民 第0話〜週末のロックバンドとその仲間たち編〜＠下北沢CLUB251にて活動再開[2]。

## ミュージックビデオ
| 監督       | 曲名                                                                              |
| 青木亮二   | 「UFO」「ゴールド」「シルエット」「ロックスター」「一言だけ」「ニンゲンジオラマ」 |
| 須藤カンジ | 「コンティニュー?」「ラブソング」「最後の太陽」                                   |
| 不明       | 「ソングライター201」「ブラインドタッチ」「フェブラリー」                         |

## 主なライブ

### ワンマンライブ・主催イベント
- 2005年 - BYEE the ROUND Presents "愚かな民Vol.1" 
w/hy-aline / SNOA / she the view / ソニック アタック ブラスター
- 2005年 -  ERA & BYEE the ROUND Presents "ERA 3rd Anniversary-愚かな民 Vol.2-"
w/THE RODS / 陽 / ハネト / bronbaba
- 2005年 -  BYEE the ROUND Presents "愚かな民 vol.3 -｢es.タート｣レコ発"
w/ハネト / ソニック アタック ブラスター / pegmap / JOBs
- 2005年 -  BYEE the ROUND Presents "愚かな民 vol.4 -｢es.タート｣ レコ発ツアーファイナル-"
w/ドブロク / hy-aline / pegmap / THE RODS
- 2007年 -  BYEE the ROUND Presents "愚かな民 Vol.5"1st Album ｢ギブミー ア チョコレート｣先行発売ライブ
w/宙ブラリ / トライバルモンキーズ / Jeepta
- 2007年 -  「251LIVE RALLY 4 ｣レコ発 5ライブBYEE the ROUND Presents "愚かな民Vol.6"-1st Album ｢ギブミー ア チョコレート」レコ発ツアーファイナル-
w/久土'n'茶谷 / Response / barbalip
- 2008年 - BYEE the ROUND Presents "愚かな民Vol.7"-3MAN LIVE- 
w/うつみようこGROUP / Fox Loco Phantom
- 2008年 - "愚かな民Vol.8-PLASMA GARDEN ツアーサポート" 
w/pocketlife / TEXAS STYLE / PLASMA GARDEN
- 2009年 - BYEE the ROUND Presents "愚かな民Vol.9"
w/sleepy.ab / the blondie plastic wagon
- 2009年 - BYEE the ROUND Presents　"愚かな民Vol.10-ワンマン-"
- 2009年 - Jeepta x BYEE the ROUND Sprit Tour "愚民一斉リコール"
- 2009年 - Jeepta x BYEE the ROUND 2MAN LIVE "傾向と対策と私"
- 2010年 - アナザー ガール プリーズ　レコ発ツアー
- 2010年 - BYEE the ROUND Presents "愚かな民 Vol.13"
w/99RadioService / the blondie plastic wagon / camellia
- 2011年 - 愚かな民Vol.14 勇敢な逃走、有益な闘争 -BYEE the ROUNDを愛する人達に囲まれての幸せなツアー初日-
w/Jeepta / アルカラ / 真空ホロウ / barbalip
- 2011年 - バイザラウンド RELEASE TOUR "勇敢な逃走、有益な闘争-バイザラウンドを売るツアー-"
- 2011年 - 愚かな民 三本勝負 仙台編　勇敢な逃走、有益な闘争-偉そうな事を言えば君にはバイザラウンドが足りてない-
w/オワリカラ / アルカラ
- 2011年 - 愚かな民 三本勝負 大阪編　勇敢な逃走、有益な闘争-偉そうな事を言えば君にはバイザラウンドが足りてない-
w/秀吉 / plenty
- 2011年 - 愚かな民 三本勝負 名古屋編　勇敢な逃走、有益な闘争-偉そうな事を言えば君にはバイザラウンドが足りてない-
w/アルカラ / 竹内電気
- 2011年 - 愚かな民Vol.15 勇敢な逃走、有益な闘争-偉そうな事を言えば君にはバイザラウンドが足りてない- ツアーファイナルワンマン1本勝負
- 2012年 - 愚かな民 vol.16
w/another sunnyday/ecosystem/QUATTRO
- 2013年 - 愚かな民 vol.17 ～俺たちの、初めてをあげるよ～
w/cinema staff/真空ホロウ
- 2013年 - バイザラウンドTOUR 2013
w/真空ホロウ/HaKU/MAMADRIVE/Large House Satisfaction
- 2013年 - CLUB251 20th ANNIVERSARY バイザラウンド presents「愚かな民 vol.19」～ホーほら行こうぜ(ピース!ピース!)～
w/忘れらんねえよ/FoZZtone/GOLIATH
- 2013年 - BYEE the ROUND presents 「愚かな民 vol.20」 ～10th Anniversary Special～
- 2014年 - バイザラウンド SO企画 まっすぐに I Love You SO 宮古編～みんなで弥良幾に会いに行こう!～
w/アルカラ/片平里菜/LACCO TOWER
- 2014年 - バイザラウンド ワンマンツアー2014「ニンゲンジオラマ」リリースツアー　～震えるぞハート！燃え尽きるほどヒート！刻むぞ血液のビート！～
- 2014年 - BYEE the ROUND presents 「愚かな民 vol.20」～10th Anniversary Special～
- 2015年02月07日〜28日 - BYEE the ROUND10周年おかわり自主企画「愚かな民ツアー」～もう一回ヤらせてくれませんか?～
w/真空ホロウ/HERE/ircle/THEイナズマ戦隊/アルカラ/フィッシュライフ/鳴ル銅鑼
- 2019年7月6日~2019年8月28日　BYEE the ROUND企画 愚かな民 第0話〜週末のロックバンドとその仲間たち編
2019年7月6日＠下北沢251  w/ANABANTFULLS,LAMP IN TERREN,Large House Satisfaction
2019年8月27日@名古屋CLUB ROCK'N'ROLL w/ABSTRACT MASH,folca
2019年8月28日＠大阪心斎橋Pangea  w/ircle,Suspended 4th
- 2019年9月29日 BYEE the ROUND企画 愚かな民 第0話〜休日だってロックバンドとあなた達編〜@渋谷TSUTAYA O-Cres
- 2020年6月13日 BYEE the ROUND無観客配信ライブ LOVE! LIVE! LOVE! vol.3 〜愚かな民とか言ってられない愚かな民〜＠下北沢CLUB251
- 2020年11月22日 BYEE the ROUND企画 愚かな民〜お待たせ稲毛、しくよろ稲毛〜＠稲毛K's Dream
- 2021年11月21日 K'S DREAM 26th Anniversary BYEE the ROUND企画 愚かな民～熱き師弟対決～＠稲毛K's Dream   w/ wash?
- 2021年12月18日 BYEE the ROUND企画 愚かな民~本当に愚かな民編~ ＠新宿SAMURAI  GUEST/DJオオイ,そSO,一恵子（一江子）の息子
- 2021年12月26日 BYEE the ROUND企画 愚かな民～ERAへの凱旋、パイセンです 編～＠下北沢ERA w/SHIFT_CONTROL,Adler
- 2023年2月12日- Better than young , all right? リリースツアーファイナル 〜愚かな民2月のワンマン編〜＠渋谷Spotify O-Crest

### インタビュー
- HMV ONLINE(2011年4月)
- TOWER RECORDS ONLINE(2012年10月)
- SundyBlog(2012年10月)
- Vif(2014年4月)

| スタブアイコン | サブスタブ | この項目は、まだ閲覧者の調べものの参照としては役立たない、音楽関係者（バンド等）に関連した書きかけの項目です。この項目を加筆・訂正などしてくださる協力者を求めています（P:音楽/PJ:芸能人）。 |